# ليالي ابن آوى (فلم)
ليالي ابن آوى فيلم سوري من إنتاج المؤسسة العامة للسينما في سورية .
أُنتج الفيلم عام 1989، وهو أول فيلم يخرجه عبد اللطيف عبد الحميد.

## بطولة وتمثيل
- أسعد فضة - أبو كمال
- نجاح العبد الله - أم كمال
- زهير رمضان
- محسن غازي - كمال
- بسام كوسا - طلال
- تولاي هارون - دلال

## روابط خارجية
- مقالات تستعمل روابط فنية بلا صلة مع ويكي بيانات